# EVNTelecom
EVNTelecom là một công ty viễn thông Việt Nam. Công ty được thành lập với tư cách công ty con 100% vốn nhà nước và phụ thuộc tài chính vào Tập đoàn Điện lực Việt Nam (EVN).
EVNTelecom là một trong năm nhà cung cấp mạng di động tại Việt Nam.
EVNTelecom được sáp nhập vào Viettel theo quyết định vào tháng 12 năm 2011.